# Aviciis diskografi
Den svenske DJ og producer Avicii, nåede i sin levetid som soloartist at udgive to albums, fem EP'er, fire opsamlingsalbums, to livealbums, et remixalbum og 48 singler. Efter hans død er ét album, et opsamlingsalbum og seks singler blevet udgivet.
Som producer udgav Avicii 18 singler, og som med-artist udgav han 5 singler. Udover Aviciis singler, er 31 sange fra hans albums også udgivet.
I alt udgav Avicii 103 sange i perioden 2008-2025.

## Albums

### Studiealbums
| Titel   | Albumdetaljer                                             | Højeste placering | Højeste placering | Højeste placering |
| ------- | --------------------------------------------------------- | ----------------- | ----------------- | ----------------- |
| Titel   | Albumdetaljer                                             | DAN               | SVE               | USA               |
| True    | - Udgivet: 13. september 2013 - Selskab: PRMD, Universal  | 1                 | 1                 | 5                 |
| Stories | - Udgivet: 2. oktober 2015 - Selskab: PRMD, Universal     | 9                 | 1                 | 17                |
| TIM     | - Udgivet: 6. juni 2019 - Selskab: Universal Music Sweden | 3                 | 1                 | 11                |

### Remixalbum
| Titel                  | Albumdetaljer                                        | Højeste placering | Højeste placering | Højeste placering |
| ---------------------- | ---------------------------------------------------- | ----------------- | ----------------- | ----------------- |
| Titel                  | Albumdetaljer                                        | DAN               | SVE               | USA               |
| True: Avicii By Avicii | - Udgivet: 24. marts 2014 - Selskab: PRMD, Universal | -                 | 7                 | 139               |

### Opsamlingsalbums
| Titel                                 | Detaljer                                                    |
| ------------------------------------- | ----------------------------------------------------------- |
| Avicii Prensents Strictly Miami       | - Udgivet: 5. april 2011 - Selskab: Strictly Rythm          |
| The Singles                           | - Udgivet: 31. maj 2011 - Selskab: Ultra                    |
| The Collection - Taken from Superstar | - Udgivet: 4. november 2011 - Selskab: Superstar Recordings |
| Live a Life You Will Remember         | - Udgivet: 7. maj 2021 - Selskab: Universal                 |

## EP'er
| Titel                                        | Detaljer                                                     | Højeste placering | Højeste placering | Højeste placering |
| -------------------------------------------- | ------------------------------------------------------------ | ----------------- | ----------------- | ----------------- |
| Titel                                        | Detaljer                                                     | DAN               | SVE               | USA               |
| Muja EP                                      | - Udgivet: 15. april 2009 - Selskab: Vicious                 | -                 | -                 | -                 |
| I Always DJ Naked EP (Som Killers & Rockers) | - Udgivet: 19. oktober 2010 - Selskab: Ultra Records         | -                 | -                 | -                 |
| The Days / Nights EP                         | - Udgivet: 1. december 2014 - Selskab: PRMD, Universal       | -                 | -                 | -                 |
| Pure Grinding / For A Better Day             | - Udgivet: 28 .august 2015 - Selskab: PRMD, Universal        | -                 | -                 | -                 |
| Avīci (01)                                   | - Udgivet: 10. august 2017 - Selskab: Universal Music Sweden | 3                 | 1                 | 52                |

## Livealbum
| Titel                                                | Detaljer                                           | Udgivet     |
| ---------------------------------------------------- | -------------------------------------------------- | ----------- |
| iTunes Festival: London 2013                         | - Udgivet: 13. september 2013 - Selskab: Universal | Apple Music |
| Avicii, Live From Osaka, Japan, Jun 4, 2016 (DJ Mix) | - Udgivet: 28. oktober 2021 - Selskab: Apple Music | Apple Music |

## Singler

### Som soloartist
| Titel                                                                       | Detaljer                                                     | Højeste placering | Højeste placering | Højeste placering | Højeste placering |
| --------------------------------------------------------------------------- | ------------------------------------------------------------ | ----------------- | ----------------- | ----------------- | ----------------- |
| Titel                                                                       | Detaljer                                                     | DAN               | SVE               | USA               | BIL D/E           |
| Sound Of Now                                                                | - Udgivet: 6. november 2008 - Selskab: Vicious               | -                 | -                 | -                 | -                 |
| Muja                                                                        | - Udgivet: 15. april 2009 - Selskab: Vicious                 | -                 | -                 | -                 | -                 |
| Ryu                                                                         | - Udgivet: 3. juni 2009 - Selskab: Mixmash                   | -                 | -                 | -                 | -                 |
| So Excited                                                                  | - Udgivet: 1. juli 2009 - Selskab: Vicious                   | -                 | -                 | -                 | -                 |
| iTrack (Som Tim Berg)                                                       | - Udgivet: 1. juli 2009 - Selskab: The Vault                 | -                 | -                 | -                 | -                 |
| Alcoholic (Som Tim Berg)                                                    | - Udgivet: 31. august 2009 - Selskab: Joia Records           | -                 | -                 | -                 | -                 |
| Even (med Sebastien Drums)                                                  | - Udgivet: 9. november 2009 - Selskab: Vicious               | -                 | -                 | -                 | -                 |
| Break Da Floor (Med DJ Ralph)                                               | - Udgivet: 24. november 2009 - Selskab: Armada               | -                 | -                 | -                 | -                 |
| Bom                                                                         | - Udgivet: 1. januar 2010 - Selskab: Vicious                 | -                 | -                 | -                 | -                 |
| Bromance (Som Tim Berg)                                                     | - Udgivet: 14. april 2010 - Selskab: Universal               | -                 | 16                | -                 | -                 |
| My Feelings For You                                                         | - Udgivet: 10. maj 2010 - Selskab: Vicious                   | -                 | 37                | -                 | -                 |
| Tweet It (Som Tim Berg)                                                     | - Udgivet: 25. maj 2010 - Selskab: SIZE Records              | -                 | -                 | -                 | -                 |
| Insomnia (Som Tom Hangs med Starkillers, Pimp Rockers og Marco Machiavelli) | - Udgivet: 28. juni 2010 - Selskab: Spinnin'                 | -                 | -                 | -                 | -                 |
| Seek Bromance (Som Tim Berg)                                                | - Udgivet: 17. oktober 2010 - Selskab: Ministry Of Sound     | 5                 | 20                | -                 | -                 |
| Malo                                                                        | - Udgivet: 30. november 2010 - Selskab: Vicious              | -                 | -                 | -                 | -                 |
| Street Dancer                                                               | - Udgivet: 17. januar 2011 - Selskab: Vicious                | -                 | -                 | -                 | -                 |
| Snus (med Sebastien Drums)                                                  | - Udgivet: 13. april 2011 - Selskab: Vicious                 | -                 | -                 | -                 | -                 |
| Jailbait                                                                    | - Udgivet: 16. maj 2011 - Selskab: Vicious                   | -                 | -                 | -                 | -                 |
| Blessed (Som Tom Hangs)                                                     | - Udgivet: 23. maj 2011 - Selskab: Spinnin'                  | -                 | -                 | -                 | -                 |
| Fade Into Darkness                                                          | - Udgivet: 22. juli 2011 - Selskab: LE7ELS, Geffen           | -                 | 4                 | -                 | -                 |
| Collide (med Leona Lewis)                                                   | - Udgivet: 22. august 2011 - Selskab: J, Syco                | -                 | -                 | -                 | -                 |
| Levels                                                                      | - Udgivet: 28. oktober 2011 - Selskab: LE7ELS, Universal     | 3                 | 1                 | 60                | 4                 |
| Silhouettes                                                                 | - Udgivet: 27. april 2012 - Selskab: LE7ELS, Universal       | 27                | 11                | -                 | 23                |
| Superlove (Remix) (Med Lenny Kravitz)                                       | - Udgivet: 29. maj 2012 - Selskab: Roadrunner                | -                 | -                 | -                 | -                 |
| Dancing In My Head (Med Eric Turner)                                        | - Udgivet: 4. november 2012 - Selskab: Capitol Records       | -                 | -                 | -                 | 27                |
| Last Dance                                                                  | - Udgivet: 13. november 2012 - Selskab: LE7ELS, Universal    | -                 | -                 | -                 | -                 |
| I Could Be The One                                                          | - Udgivet: 26. december 2012 - Selskab: LE7ELS, Universal    | 9                 | 3                 | -                 | 10                |
| X You                                                                       | - Udgivet: 26. februar 2013 - Selskab: LE7ELS, Universal     | -                 | 19                | -                 | 37                |
| UMF (Ultra Music Festival Anthem)                                           | - Udgivet: 2. april 2013 - Selskab: Ultra                    | -                 | -                 | -                 | -                 |
| We Write The Story (Med B&B og Choir)                                       | - Udgivet: 18. maj 2013 - Selskab: Geffen Records            | -                 | -                 | -                 | -                 |
| Wake Me Up                                                                  | - Udgivet: 17. juni 2013 - Selskab: PRMD, Universal          | 1                 | 1                 | 4                 | 1                 |
| Speed (Burn & Lotus F1 Team Mix)                                            | - Udgivet: 5. august 2013 - Selskab: PRMD, Universal         | -                 | -                 | -                 | -                 |
| You Make Me                                                                 | - Udgivet: 30. august 2013 - Selskab: PRMD, Universal        | 34                | 1                 | 85                | 11                |
| Hey Brother                                                                 | - Udgivet: 9. oktober 2013 - Selskab: PRMD, Universal        | 2                 | 1                 | 16                | 1                 |
| Addicted To You                                                             | - Udgivet: 27. november 2013 - Selskab: PRMD, Universal      | 24                | 11                | -                 | 11                |
| Lay Me Down                                                                 | - Udgivet: 21. april 2014 - Selskab: PRMD, Universal         | -                 | 39                | -                 | 22                |
| The Days                                                                    | - Udgivet: 3. oktober 2014 - Selskab: PRMD, Universal        | 4                 | 1                 | 78                | 8                 |
| The Nights                                                                  | - Udgivet: 1. december 2014 - Selskab: PRMD, Universal       | 22                | 2                 | -                 | 10                |
| Feeling Good                                                                | - Udgivet: 6. maj 2015 - Selskab: PRMD, Universal            | -                 | 27                | -                 | -                 |
| Waiting For Love                                                            | - Udgivet: 22. maj 2015 - Selskab: PRMD, Universal           | 5                 | 1                 | -                 | 7                 |
| For A Better Day                                                            | - Udgivet: 28. august 2015 - Selskab: PRMD, Universal        | -                 | 5                 | -                 | 17                |
| Pure Grinding                                                               | - Udgivet: 28. august 2015 - Selskab: PRMD, Universal        | -                 | 19                | -                 | 30                |
| Broken Arrows                                                               | - Udgivet: 29. september 2015 - Selskab: PRMD, Universal     | -                 | 4                 | -                 | 10                |
| Ten More Days                                                               | - Udgivet: 30. september 2015 - Selskab: PRMD, Universal     | -                 | 45                | -                 | -                 |
| Gonna Love Ya                                                               | - Udgivet: 1. oktober 2015 - Selskab: PRMD, Universal        | -                 | 3                 | -                 | 32                |
| Taste The Feeling (Med Conrad Sewell)                                       | - Udgivet: 11. marts 2016 - Selskab: Universal, 300          | -                 | 60                | -                 | 32                |
| Without You (Med Sandro Cavazza)                                            | - Udgivet: 11. august 2017 - Selskab: Universal, Geffen      | 11                | 1                 | -                 | 13                |
| Lonely Together (Med Rita Ora)                                              | - Udgivet: 11. august 2017 - Selskab: Universal, Geffen      | 38                | 3                 | -                 | 11                |
| SOS (Med Aloe Blacc)                                                        | - Udgivet: 10. april 2019 - Selskab: Universal               | 4                 | 1                 | 68                | 6                 |
| Tough Love (Med Vargas & Lagola, Agnes)                                     | - Udgivet: 9. maj 2019 - Selskab: Universal                  | -                 | 2                 | -                 | 9                 |
| Heaven                                                                      | - Udgivet: 6. juni 2019 - Selskab: Universal                 | 20                | 2                 | 83                | 4                 |
| Fades Away (Tribute Concert Version) (Med MishCatt)                         | - Udgivet: 5. december 2019 - Selskab: Universal             | -                 | 77                | -                 | 28                |
| Forever Yours (Tribute) (Med Kygo og Sandro Cavazza)                        | - Udgivet: 24. januar 2020 - Selskab: Universal              | -                 | 4                 | -                 | 9                 |
| Forever Yours (Tim's 2016 Ibiza Version) (Med Sandro Cavazza)               | - Udgivet: 14. februar 2025 - Selskab: Universal, Pinguettes | -                 | -                 | -                 | -                 |
| Let's Ride Away (Med Elle King)                                             | - Udgivet: 15. maj 2025 - Selskab: Universal, Pinguettes     | -                 | -                 | -                 | -                 |

### Som medartist
| Titel                                                                                     | Detaljer                                            | Højeste placering | Højeste placering | Højeste placering |
| ----------------------------------------------------------------------------------------- | --------------------------------------------------- | ----------------- | ----------------- | ----------------- |
| Titel                                                                                     | Detaljer                                            | DAN               | SVE               | USA               |
| Dar Um Jeito (We Will Find a Way) (Wyclef Jean & Santana feat. Avicii og Alexandre Pires) | - Udgivet: 29. april 2014 - Selskab: Sony           | -                 | -                 | -                 |
| Divine Sorrow (Wyclef Jean feat. Avicii)                                                  | - Udgivet: 17. november 2014 - Selskab: PRMD, Heads | -                 | 7                 | -                 |
| 忘我 (Lose Myself) (Wang Leehom feat. Avicii)                                             | - Udgivet: 23. januar 2015 - Selskab: Homeboy Music | -                 | -                 | -                 |
| Back Where I Belong (Otto Knows feat. Avicii)                                             | - Udgivet: 3. juni 2016 - Selskab: Warner Music     | -                 | 32                | -                 |

## Albumssange
| År   | Album                | Titel                                              | Højeste Placering |
| ---- | -------------------- | -------------------------------------------------- | ----------------- |
| År   | Album                | Titel                                              | SVE               |
| 2013 | True                 | Dear Boy                                           | 18                |
| 2013 | True                 | Liar Liar                                          | 26                |
| 2013 | True                 | Shame On Me                                        | 32                |
| 2013 | True                 | Hope There's Someone                               | 47                |
| 2013 | True                 | Heart Upon My Sleeve                               | 51                |
| 2013 | True (Bonus Edition) | All You Need Is Love                               | 33                |
| 2013 | True (Bonus Edition) | Always On The Run                                  | -                 |
| 2013 | True (Bonus Edition) | Long Road To Hell                                  | -                 |
| 2013 | True (Bonus Edition) | EDOM                                               | -                 |
| 2013 | True (Bonus Edition) | Canyons                                            | -                 |
| 2015 | Stories              | Talk To Myself                                     | 43                |
| 2015 | Stories              | Touch Me                                           | 69                |
| 2015 | Stories              | True Believer                                      | 64                |
| 2015 | Stories              | City Lights                                        | 66                |
| 2015 | Stories              | Sunset Jesus                                       | 37                |
| 2015 | Stories              | Can't Catch Me                                     | 55                |
| 2015 | Stories              | Somewhere In Stockholm                             | 30                |
| 2015 | Stories              | Trouble                                            | 33                |
| 2017 | Avīci (01)           | Friend Of Mine (Med Vargas & Lagola)               | 5                 |
| 2017 | Avīci (01)           | You Be Love (Med Billy Raffoul)                    | 9                 |
| 2017 | Avīci (01)           | What Would I Change It To (Med Aluna)              | 11                |
| 2017 | Avīci (01)           | So Much Better - Avicii Remix (Med Sandro Cavazza) | 12                |
| 2019 | TIM                  | Peace Of Mind (Med Vargas & Lagola)                | 17                |
| 2019 | TIM                  | Bad Reputation (Med Joe Janiak)                    | 9                 |
| 2019 | TIM                  | Ain't A Thing (Med Bonn)                           | 21                |
| 2019 | TIM                  | Hold The Line (Med A R I Z O N A)                  | 16                |
| 2019 | TIM                  | Freak (Med Bonn)                                   | 12                |
| 2019 | TIM                  | Excuse Me Mr Sir (Med Vargas & Lagola)             | 30                |
| 2019 | TIM                  | Heart Upon My Sleeve (Med Imagine Dragons)         | 11                |
| 2019 | TIM                  | Never Leave Me (Med Joe Janiak)                    | 28                |
| 2019 | TIM                  | Fades Away (Med Noonie Bao)                        | 26                |

## Sange produceret af Avicii
| Titel                   | År   | Kunstner                    | Rolle                                          |
| ----------------------- | ---- | --------------------------- | ---------------------------------------------- |
| You're Gonna Love Again | 2012 | NERVO                       | Producer, Sangskriver                          |
| Animal                  | 2012 | Jo Kwon                     | Producer                                       |
| A Sky Full of Stars     | 2014 | Coldplay                    | Producer, Sangskriver, Klaver                  |
| Lovers On The Sun       | 2014 | David Guetta                | Producer, Sangskriver, Klaver                  |
| Yesterday               | 2014 | David Guetta                | Producer, Sangskriver, Klaver                  |
| Devil Pray              | 2015 | Madonna                     | Producer, Sangskriver, Keyboard, Programmering |
| HeartBreakCity          | 2015 | Madonna                     | Producer                                       |
| Wash All Over Me        | 2015 | Madonna                     | Producer                                       |
| Messiah                 | 2015 | Madonna                     | Producer                                       |
| Rebel Heart             | 2015 | Madonna                     | Producer                                       |
| Borrowed Time           | 2015 | Madonna                     | Producer                                       |
| Addicted                | 2015 | Madonna                     | Producer                                       |
| I'll Be Waiting         | 2015 | Walk Off The Earth          | Producer, Sangskriver                          |
| Thinking Of Sunshine    | 2015 | Daniel Adams-Ray            | Sangskriver                                    |
| Hymn For The Weekend    | 2016 | Coldplay                    | Programmering                                  |
| Girlfriend              | 2018 | Anderson East               | Sangskriver                                    |
| GHOST                   | 2018 | HUMAN                       | Sangskriver, Producer                          |
| The Otherside           | 2020 | Cam                         | Producer, Klaver, Programmering                |
| Loving Feeling          | 2025 | The High, Helion Alex Brazi | Sangskriver                                    |